# Александар Калери
Александар Јуријевич „Саша“ Калери (рус. Александр Юрьевич Калери; рођен 13. маја 1956) је руски космонаут и ветеран експедиција на станицу МИР и Међународну свемирску станицу. По времену проведеном у свемиру тренутно се налази на трећем месту (иза космонаута Генадија Падалке и Сергеја Крикаљова). Недавно је боравио на међународној свемирској станици као члан експедиције 25/26.
Ожењен је и има једног сина, Олега, рођеног 1996. године. Бави се трчањем и воли да чита.

## Образовање
Дипломирао је на Московском институту за науку и технологију 1979. године, смер летачка динамика и контрола летелица. Касније је на истом институту завршио пост-дипломске студије, у области механика флуида и плазма.